# Jerzy Pełka (1953–2009)
Jerzy Pełka (ur. 5 maja 1953 w Gąsocinie, zm. 26 lutego 2009 w Ciechanowie), pedagog, historyk, regionalista, zastępca dyrektora Muzeum Szlachty Mazowieckiej w Ciechanowie. 

## Życiorys
Absolwent Wyższej Szkoły Pedagogiczno-Rolniczej w Siedlcach. Ukończył podyplomowe studia na Wydziale Prawa i Administracji Uniwersytetu Warszawskiego i Wyższy Kurs Obrony w Akademii Obrony Narodowej. 
Pracę zawodową rozpoczął w 1973, w Wojewódzkim Ośrodku Informatyki. W l. 1980-81 był przewodniczącym komisji zakładowej Solidarności. Od 1984 do 1991 kierownik działu historycznego w Muzeum Okręgowym w Ciechanowie, następnie, do 1999 dyrektor Wydziału Spraw Społecznych Urzędu Wojewódzkiego w Ciechanowie. Od 2000 powrócił do pracy w muzeum.
Długoletni członek Ochotniczej Straży Pożarnej w Glinojecku. Był działaczem szczebla centralnego OSP. Od 2002 był prezesem oddziału ciechanowskiego Polskiego Towarzystwa Historycznego. Należał do Towarzystwa Miłośników Ziemi Ciechanowskiej i Polskiego Towarzystwa Turystyczno-Krajoznawczego. Autor artykułów popularyzatorskich i naukowych nt. historii w prasie regionalnej oraz w czasopismach ogólnopolskich. 

## Wybrane publikacje
- Dzieje ochotniczego pożarnictwa w powiecie ciechanowskim 1881-2002[2]
- Mazowsze Ciechanowskie. Moja "Mała Ojczyzna". Szkice z dziejów regionu (współaut. M. Kalinowski)[2]
- Zarys dziejów resocjalizacji nieletnich[2]

## Odznaczenia
- Złoty Krzyż Zasługi[2]
- Odznaka Zasłużony Działacz Kultury[2]
- Złoty Znak Związku OSP RP[2]